# Софиевка (Калиновский район)
Софиевка (укр. Софіївка) — село на Украине, находится в Калиновском районе Винницкой области.
Код КОАТУУ — 0521686806. Население по переписи 2001 года составляет 314 человек. Почтовый индекс — 22415. Телефонный код — 4333.
Занимает площадь 0,82 км².

## Адрес местного совета
221415, Винницкая область, Калиновский р-н, с. Радовка, ул. Центральная, 1